# Monterrei
Monterrei – gmina w Hiszpanii, w prowincji Ourense, w Galicji, o powierzchni 119,11 km². W 2011 roku gmina liczyła 2924 mieszkańców.